# Rauville-la-Place
Rauville-la-Place és un municipi francès situat al departament de la Manche i a la regió de Normandia. L'any 2007 tenia 391 habitants.

## Demografia

### Població
El 2007 la població de fet de Rauville-la-Place era de 391 persones. Hi havia 172 famílies de les quals 48 eren unipersonals (20 homes vivint sols i 28 dones vivint soles), 56 parelles sense fills, 56 parelles amb fills i 12 famílies monoparentals amb fills.
La població ha evolucionat segons el següent gràfic:
Habitants censats

### Habitatges
El 2007 hi havia 222 habitatges, 172 eren l'habitatge principal de la família, 35 eren segones residències i 15 estaven desocupats. 217 eren cases i 3 eren apartaments. Dels 172 habitatges principals, 139 estaven ocupats pels seus propietaris, 30 estaven llogats i ocupats pels llogaters i 3 estaven cedits a títol gratuït; 9 tenien dues cambres, 23 en tenien tres, 44 en tenien quatre i 96 en tenien cinc o més. 131 habitatges disposaven pel capbaix d'una plaça de pàrquing. A 82 habitatges hi havia un automòbil i a 75 n'hi havia dos o més.

### Piràmide de població
La piràmide de població per edats i sexe el 2009 era:
| Homes | Edats   | Dones |
| ----- | ------- | ----- |
| 0     | 95 o +  | 0     |
| 0     | 90 a 94 | 0     |
| 0     | 85 a 89 | 8     |
| 12    | 80 a 84 | 0     |
| 8     | 75 a 79 | 12    |
| 8     | 70 a 74 | 12    |
| 12    | 65 a 69 | 8     |
| 8     | 60 a 64 | 12    |
| 20    | 55 a 59 | 4     |
| 20    | 50 a 54 | 16    |
| 24    | 45 a 49 | 12    |
| 12    | 40 a 44 | 24    |
| 12    | 35 a 39 | 16    |
| 16    | 30 a 34 | 4     |
| 12    | 25 a 29 | 8     |
| 12    | 20 a 24 | 8     |
| 48    | 15 a 19 | 12    |
| 20    | 10 a 14 | 16    |
| 4     | 5 a 9   | 8     |
| 8     | 0 a 4   | 0     |

## Economia
El 2007 la població en edat de treballar era de 245 persones, 186 eren actives i 59 eren inactives. De les 186 persones actives 175 estaven ocupades (102 homes i 73 dones) i 11 estaven aturades (6 homes i 5 dones). De les 59 persones inactives 31 estaven jubilades, 10 estaven estudiant i 18 estaven classificades com a «altres inactius».

### Ingressos
El 2009 a Rauville-la-Place hi havia 172 unitats fiscals que integraven 387,5 persones, la mediana anual d'ingressos fiscals per persona era de 17.816 €.

### Activitats econòmiques
Dels 11 establiments que hi havia el 2007, 1 era d'una empresa alimentària, 6 d'empreses de construcció, 2 d'empreses de comerç i reparació d'automòbils i 2 d'empreses d'hostatgeria i restauració.
Dels 6 establiments de servei als particulars que hi havia el 2009, 1 era un paleta, 1 guixaire pintor, 1 fusteria, 1 lampisteria, 1 electricista i 1 restaurant.
L'únic establiment comercial que hi havia el 2009 era una adrogueria.
L'any 2000 a Rauville-la-Place hi havia 28 explotacions agrícoles que ocupaven un total de 833 hectàrees.

## Poblacions més properes
El següent diagrama mostra les poblacions més properes.